# Sagan om de två tornen (film)
Sagan om de två tornen (engelska The Lord of the Rings: The Two Towers) är ett amerikansktnyzeeländskt fantasy-äventyr från 2002 i regi av Peter Jackson med Elijah Wood i huvudrollen. Filmen hade Sverigepremiär den 18 december 2002 och är den andra delen av tre av Härskarringen. Filmmanuset är skrivet av Frances Walsh, Philippa Boyens, Stephen Sinclair och Peter Jackson och är baserat på boken Sagan om ringen av J.R.R. Tolkien.

## Handling
Filmen börjar precis där första filmen slutade. Frodo och Sam tvingar krymplingen Gollum att visa dem vägen till Mordor. Aragorn, Gimli och Legolas jagar urukerna som tog Merry och Pippin till fånga. Merry och Pippin försöker att rymma från urukerna. Samtidigt får vi också följa konungen av Rohan, Théoden, som är gammal och skrumpen. Hans son har just dödats av rövande uruker, och hans systerson Éomer och hans systerdotter Éowyn kämpar med att hålla ett sargat rike på fötter. I Vattnadal saknar Arwen sin älskade Aragorn, och hennes far Elrond vill få henne att resa till det Odödliga landet, Valinor. Och Galadriel förutspår människornas undergång. Samtidigt skapar Saruman en armé av uruker i sitt torn Orthanc i ett enda syfte – att förinta mänskligheten.
Frodo, Sam och Gollum passerar de stora träsken norr om Mordor och fortsätter mot en väg in i landet. De tillfångatas av sonen till drotsen av Gondor, Faramir, Boromirs lillebror. Faramir vill ta ringen till sin far, Denethor, men då han tagit hoberna och Gollum till den raserade staden Osgiliath ändrar han sig och låter hoberna och Gollum gå. Gollum smider planer om hur han skall kunna ta tillbaka ringen som en gång i tiden stals av Bilbo enligt honom, medan Frodo och Sam funderar på hur det skulle låta då det berättas sagor om dem. I filmen kommer de inte lika långt som i boken.
Aragorn, Gimli och Legolas träffar Éomer, som har förvisats från Rohan av Sarumans underhuggare Gríma Ormstunga. Trion får då veta att Éomer och hans armé har nedgjort varenda Uruk-hai. Vännerna har nästan givit upp hoppet då de kommer fram till slaktplatsen och finner spår av hoberna. De leder in i skogen Fangorn. Där träffar de på Gandalf den vite, som har återuppstått. Tillsammans ger de sig av till staden Edoras. Gandalf drar ut Sarumans gift ur Théoden, och Gríma förvisas från landet. Sedan marscherar alla stadens invånare mot Helms klyfta för att ha en säker plats att försvara sig på då Sarumans uruker attackerar. Gandalf rider iväg för att leta rätt på Éomer. Till deras räddning kommer general Haldir och en armé alver. Om natten anländer 10 000 Uruk-Hai till Helms Klyfta. Till en början lyckas hjältarna hålla dem tillbaka och fienden lider stora förluster. Fienden spränger dock muren och alla alver dödas. Till sist stormar alla överlevande människor med Theoden, Aragon och Legolas ut mot fienden och Gandalf och Éomer anländer med 2000 ryttare. De jagar bort fienden som springer rakt in en mystisk skog som växt upp under natten. Plötsligt börjar den röra sig och Urukernas dödsskrik fyller dalen.
Merry och Pippin träffar enten Lavskägge, och de förmår honom och andra enter att hjälpa till i kriget mot Saruman genom att få honom att ta dem till Fangorns bryn vid Isengård. När Lavskägge ser alla träd Sauman huggit ner vrålar han till sig de andra enterna och en hel armé av enter besegrar Isengård. Nu har de bara ett torn kvar – Barad-dûr i Mordor, där Sauron dväljs.

## Rollista (i urval)
- Elijah Wood - Frodo Bagger
- Ian McKellen - Gandalf
- Liv Tyler - Arwen Undómiel
- Viggo Mortensen - Aragorn
- Sean Astin - Samwise "Sam" Gamgi
- Cate Blanchett - Galadriel
- John Rhys-Davies - Gimli / Lavskägge (röst)
- Bernard Hill - Théoden
- Christopher Lee - Saruman
- Billy Boyd - Peregrin "Pippin" Took
- Dominic Monaghan - Meriadoc "Merry" Vinbock
- Orlando Bloom - Legolas
- Hugo Weaving - Elrond Peredhel
- Miranda Otto - Éowyn
- David Wenham - Faramir
- Brad Dourif - Gríma Ormstunga
- Andy Serkis - Gollum / Sméagol
- Sean Bean - Boromir
- Karl Urban - Éomer
- Craig Parker - Haldir
- John Noble - Denethor
- Sala Baker - Sauron / Lugdush
- Alan Howard - Sauron (röst)
- John Leigh - Háma
- Bruce Hopkins - Gamling
- John Bach - Madril